# Timișoara
Timișoara (Duits: Temeswar of Temeschburg, Hongaars: Temesvár, Servisch: Темишвар; Temišvar) is een stad in het westen van Roemenië in het district (județ) Timiș en de voornaamste stad van het Banaat. De stad had in 2011 een inwonertal van 319.279. De stad ligt aan de Bega, een zijrivier van de Tisza.
Timișoara, dat tot 1920 tot Hongarije behoorde en bij het Verdrag van Trianon aan Roemenië werd toebedeeld, herbergt een groot aantal minderheden. De Hongaarse is met ruim 5% de grootste, daarna volgen de Serven en de Duitstaligen. De laatste groep was tot de Tweede Wereldoorlog de dominante bevolkingsgroep. De stad is een belangrijk regionaal centrum en beschikt over de op een na grootste luchthaven van Roemenië. Timișoara speelde eind 1989 een hoofdrol in de opstand tegen dictator Nicolae Ceaușescu.

## Naam
Timișoara is een verbastering van de Hongaarse naam van de stad: Temesvár. Deze naam betekent burcht (vesting) aan de rivier Temes (Timiș in het Roemeens). Het Hongaarse woord vár betekent burcht. De Duitse naam Temeschburg is een letterlijke vertaling van de Hongaarse naam. De Timiș loopt overigens niet meer door de stad, in de 18e eeuw zijn veel meanders van die rivier doorgesneden en Timișoara ligt nu aan de Bega.

## Geschiedenis
In de eeuwen tussen 630 tot rond 1018 werd het gebied rond Timișoara bevolkt door Ostrogoten, Hunnen, Gepiden, Avaren en Bulgaren die na de val van het Romeinse Rijk tijdens de Grote Volksverhuizing door het gebied trokken. De stad Timișoara is gebouwd op een Romeinse vesting genaamd Castrum Regium Temesiense, in het jaar 1212 in het gebied dat later bekend zou worden als de Banaat en in 1030 geannexeerd was door het Hongaarse Koninkrijk. Door de eeuwen heen is Timișoara, de stad die uiteindelijk uitgegroeid is tot de grootste stad van West-Roemenië, door veel culturen beïnvloed. Timișoara is in de handen van verschillende heersers geweest: Hongaarse, Ottomaanse (1552), Oostenrijkse (1716), dan weer Ottomaanse (1788-1789). Timișoara dankt zijn naam aan een burcht (Hongaars: vár) aan de Timiș die in 1154 voor het eerst door de Arabische geograaf al-Idrisi werd genoemd.
In 1552 kwam de tot dan toe Hongaarse stad aan het Ottomaanse Rijk. Het werd de hoofdstad van een van de twee vilajets die de Turken in hun Hongaarse territoria inrichtten. De stad behoorde tot de laatste gebieden die de Turken in Hongarije wisten te behouden: pas in 1716 werd de vesting door Eugenius van Savoye veroverd en kwam de stad in Oostenrijkse handen (Vrede van Passarowitz, 1718). Timișoara werd de hoofdplaats van het militair bestuurde Temesbanaat. De streeknaam Banaat dateert uit deze periode. Vanaf 1778 viel de stad met de rest van het Banaat weer onder Hongarije (dat in 1867 een gelijkwaardige partner werd in de Oostenrijks-Hongaarse Dubbelmonarchie).
De tweede helft van de 19de eeuw was voor Timișoara een bloeiperiode. De stad kreeg aansluiting op het spoorwegnet, de Bega werd gekanaliseerd en de stad kreeg al op 12 november 1884 elektrische straatverlichting, een feit waarop de stad nog steeds trots is, omdat die toen nog vrijwel nergens anders in Europa was ingevoerd.
Sinds het einde van de Eerste Wereldoorlog en de opheffing van de Dubbelmonarchie (Verdrag van Trianon, 1920) behoort Timișoara tot Roemenië. Eind december 1989 leidden protesten in deze stad tot de Roemeense Revolutie die het regime van de communistische dictator Nicolae Ceaușescu ten val bracht, waarbij met name de Hongaarse dominee László Tőkés een rol speelde. Circa 70 mensen in Timișoara verloren het leven.

## Stadsbeeld

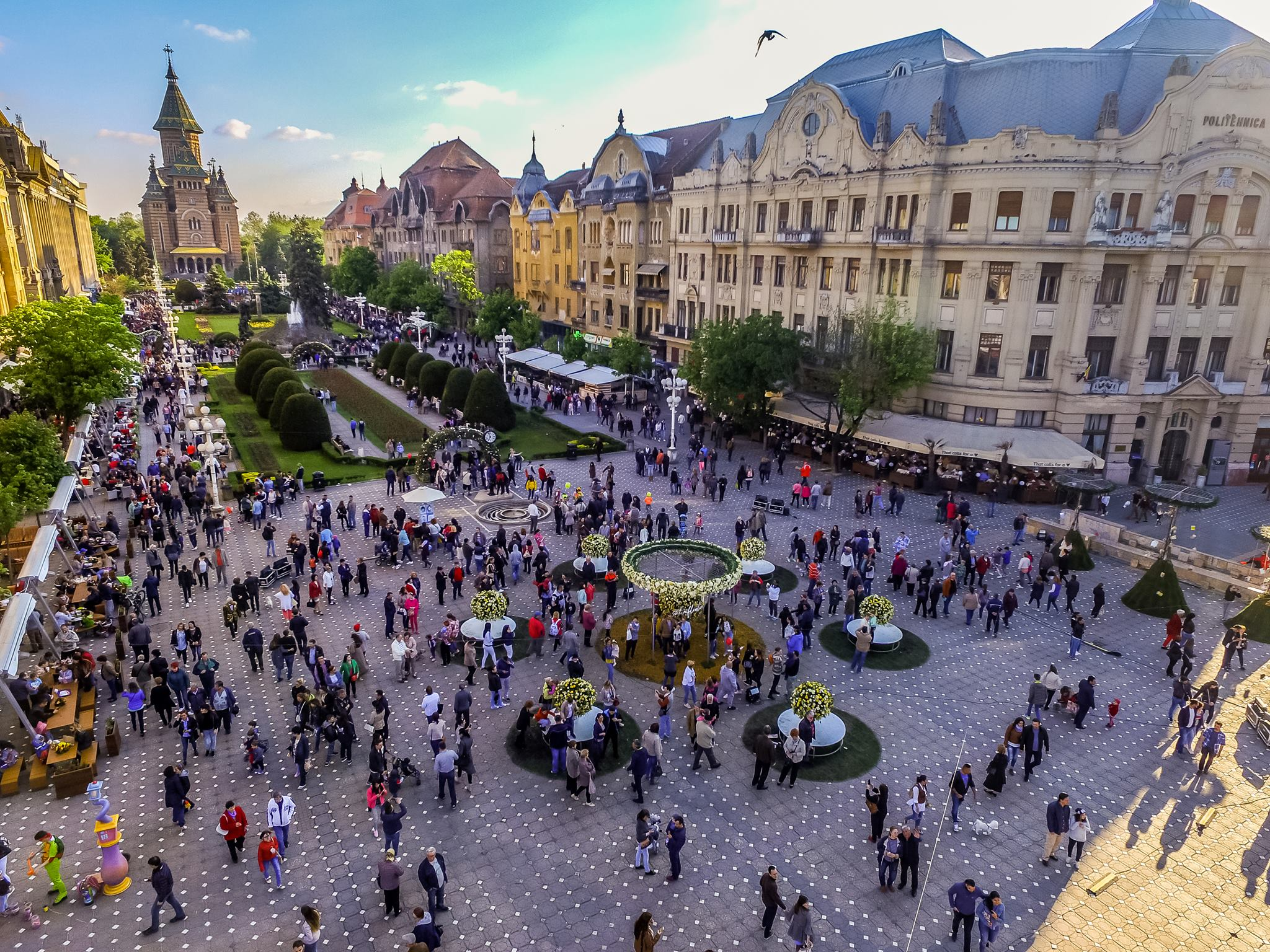
Overwinningsplein

Timișoara wordt wel Klein Wenen genoemd: de beeldbepalende gebouwen van Timișoara dateren uit de barok en uit de tweede helft van de 19de eeuw. Ze zijn geconcentreerd aan een aantal grote boulevards en pleinen: het langgerekte Overwinningsplein (Piaţa Victoriei) wordt aan de zuidkant afgesloten door de grootste Roemeens-orthodoxe kathedraal van het land (1936-1946, neo-Byzantijnse stijl). Aan de andere kant bevindt zich de Opera (1875). Ten noorden van dit plein bevindt zich het Vrijheidsplein (Piața Libertǎții), waaraan zich het Oude Stadhuis bevindt, dat tussen 1713 en 1734 tot stand kwam. Nog noordelijker ligt het grote Eenheidsplein (Piața Unirii). Hier staat de rooms-katholieke domkerk, een creatie van de Weense architect Emanuel Fischer von Erlach die in 1773 gereedkwam. De bisschopszetel was in 1736 van het door de Turken verwoeste Cenad naar Timișoara verplaatst. Aan het plein staat ook de Servisch-orthodoxe kathedraal. De eveneens barokke pestzuil dateert uit 1740. Ten slotte bevindt zich hier een artesische fontein die warm mineraalwater levert.
Van de ooit geduchte citadel, gebouwd volgens de inzichten van Vauban, resteert weinig meer dan het bastion dat genoemd is naar Maria Theresia.
Weinig is meer over van de stad zoals ze voor de Turkse tijd was. Het huidige gebouw van het Museum van het Banaat (Huniadekasteel) is een paleis dat dateert uit 1306 en later werd bewoond door de veldheer Johannes Hunyadi. Het is nadien sterk verbouwd en is in zijn huidige staat neogotisch.
Timișoara is rijk aan gebouwen in secessiestijl. Veel ervan zijn ontworpen door László Székely. Een van de bruggen over de gekanaliseerde Bega is ontworpen door Gustave Eiffel. Langs dit water strekt zich een aantal van de vele parken in de stad uit.

## Bevolkingssamenstelling
Timișoara is in de loop van de geschiedenis altijd een etnisch gemengde stad geweest. In de 19e eeuw waren de Duitstaligen in de meerderheid, in 1880 was hun aandeel in de bevolking 55%. Tot de Tweede Wereldoorlog bleef de Duitstalige groep de grootste van de stad. Ook de Hongaren waren een grote groep in de bevolking van de stad. Na de Tweede Wereldoorlog nam het aantal Roemenen steeds verder toe. Tegenwoordig is de Duitse bevolkingsgroep geminimaliseerd. De Hongaren vormen tot op heden de grootste minderheid met circa 5% van de bevolking, in 1930 vormden zij nog bijna een derde van de bevolking (31%), in 1977 was het aantal Hongaren op zijn hoogtepunt toen ze met ruim 36.000 zielen nog ruim 13% van de bevolking vormden. Timișoara is nu een stad onder Roemeense dominantie.

### Hongaarse gemeenschap
De Hongaarse gemeenschap van Timișoara noemt de stad nog steeds Temesvár (hiervan is de Roemeense naam een verbastering). De gemeenschap kende haar hoogtepunt in de jaren tussen 1910 en 1930 toen de Hongaren ruim 30 procent van de stadsbevolking vormden. In 1920 werd Timișoara onderdeel van Roemenië en trok een deel van de Hongaren weg, in de Tweede Wereldoorlog kwam een sterke groei van de Roemenen in de stad op gang en in de decennia daarna verloor Timișoara haar multi-etnische karakter toen ook de Duitsers wegtrokken. De Hongaarse gemeenschap heeft in 2011 nog ruim 17.000 leden en heeft nog wel eigen scholen voor voortgezet onderwijs: het Béla Bartók Liceum en het RK Piaristen Gerhardinum Liceum. In het centrum van de stad staat het Hongaarse Gergély Csiky staatstheater. Radio Timișoara zendt elke middag een Hongaarstalig programma uit. In de raad van de stad heeft de Democratische Unie van Hongaren in Roemenië twee zetels.

## Sport
Voetbalclub FC Politehnica Timișoara speelde meer dan 40 seizoenen op het hoogste Roemeense niveau in de Liga 1. In 1997 speelde de club voor het laatst in Liga 1. Daarna zijn er clubs met verschillende namen geweest die hebben getracht om de sportieve erfenis van FC Politehnica Timișoara over te nemen. Zo beschouwt het momenteel in Liga 1 actieve ACS Poli Timișoara zich zelf als opvolger. ACS Poli Timișoara speelt haar wedstrijden in het Dan Păltinișanustadion.

## Media
In de stad is de regionale tv-zender TVR Timișoara gevestigd. Deze zender heeft de westelijke regio als uitzendgebied.

## Geboren in Timișoara

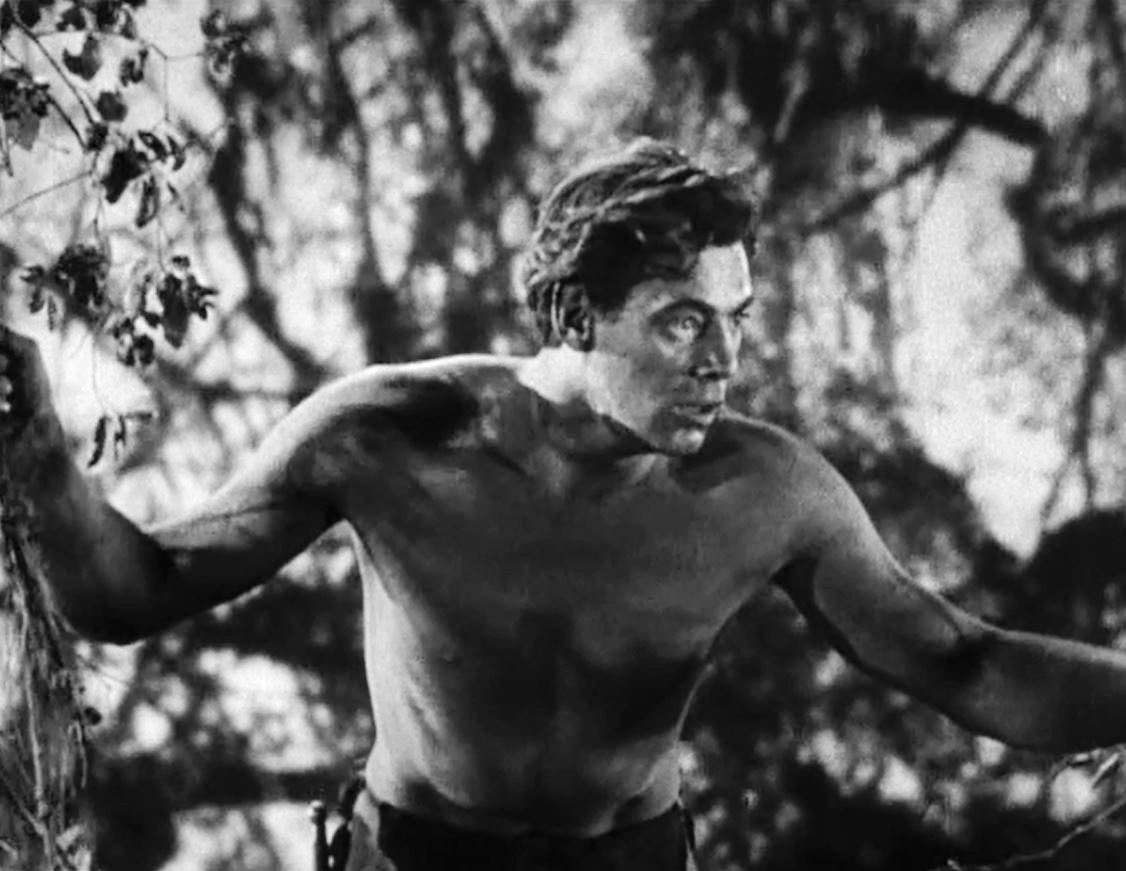
Johnny Weissmuller

- György Klapka (1820-1892), Hongaars generaal en politicus
- Francis Arthur Pichler (1856-1931), impresario
- Johnny Weissmuller (1904-1984), Amerikaans zwemkampioen en acteur
- Elek Schwartz (1908-2000), Frans voetballer en trainer
- Ștefan Kovács (1920-1995), voetbalcoach
- Iolanda Balaș (1936-2016), hoogspringster
- Ioan Igna (1940), scheidsrechter
- Cosmin Contra (1975), voetbalcoach en voormalig voetballer
- Sandra Romain (1978), pornoactrice
- Dorin Rotariu (1995), voetballer